# Cowgirl Dreamin'
『Cowgirl Dreamin'』（カゥガール・ドリーミン）は、松任谷由実（ユーミン）の28枚目のオリジナルアルバム。1997年2月28日に東芝EMIからリリースされた（CD：TOCT-9830、CT：TOTT-9830）。リリースと前後して同年1月10日から5月25日まで『Strollin' Cowgirl』コンサートツアーが行われた。なお本作品には、日本盤とは「被せ帯」の体裁が異なる台湾盤も存在する（品番：7 2438 56507 2 7）。

## 解説
- オリジナルアルバムは1983年から毎年11月下旬から12月上旬に発売されていたが、1996年は荒井由実コンサートのライブアルバムを発売したため、1997年の2月に発売された。
- それまでのユーミンサウンドにはなかった新たな音作りがなされている。LAのギタリストを5人も起用し、ギター中心のロックな編曲になっている。アルバムのスタートもギターのカッティングから始まっている。また80年代中盤以降は主にシンセサイザーに頼ってきたストリングスもLAで生録音された。アルバムのミュージシャンクレジットが一気に増えた。それを活かすため、これまでのどっしりとしたスタジオよりのミキシングに対し、サラウンドを生かした軽く吹き抜けるようなライヴ感あふれるミキシングが施された。
- オリジナルアルバムとしてカセットでも発売されたのはこの作品で最後となった。
- 1987年の『ダイアモンドダストが消えぬまに』より続いたオリジナルアルバムミリオンセールス記録は、この作品で最後となった。

## 収録曲

### CD
| #   | タイトル                                                              | 作詞・作曲 | 編曲                                  | 時間 |
| --- | --------------------------------------------------------------------- | ---------- | ------------------------------------- | ---- |
| 1.  | 「ありのままを抱きしめて -Love Me Just As I Am-」                     | 松任谷由実 | 松任谷正隆                            | 4:35 |
| 2.  | 「Cowgirl Blues」                                                     | 松任谷由実 | 松任谷正隆                            | 4:27 |
| 3.  | 「告白 -Coming Out-」                                                 | 松任谷由実 | 松任谷正隆、Jerry Hey                 | 5:04 |
| 4.  | 「Moonlight Legend」                                                  | 松任谷由実 | 松任谷正隆                            | 4:34 |
| 5.  | 「別れのビギン -The Beginning of the End-」                           | 松任谷由実 | 松任谷正隆、David Campbell            | 4:31 |
| 6.  | 「忘れかけたあなたへのメリークリスマス -Bye Bye My Merry Christmas-」 | 松任谷由実 | 松任谷正隆、David Campbell            | 4:39 |
| 7.  | 「Midnight Train」                                                    | 松任谷由実 | 松任谷正隆、Jerry Hey、David Campbell | 5:05 |
| 8.  | 「最後の嘘 -The Last Lie-」                                           | 松任谷由実 | 松任谷正隆、David Campbell            | 5:32 |
| 9.  | 「Called Game」                                                       | 松任谷由実 | 松任谷正隆                            | 5:58 |
| 10. | 「まちぶせ -I'll Make You Mine-」                                     | 荒井由実   | 松任谷正隆                            | 5:00 |

### 楽曲解説
1. ありのままを抱きしめて
2. Cowgirl Blues
メイクで武装してどうしてもヨリを戻したい男に会いに行く決意を描いた歌。ユーミンは、生きていくには、いま自分に何が必要かということを冷静に考えられる知性と、行くときは行くんだという野生をバランス良く持っていることが大事と語っている。
コンサートツアーで歌われる際はカウガールの恰好をして歌われることが多い。
1997年三菱自動車「RVキャンペーン」CMソング[2]
2018年の自薦ベスト『ユーミンからの、恋のうた。』でベストアルバム初収録。
3. 告白
1997年日本テレビ系ドラマShin-D『告白』の主題歌である先行シングル。同性愛者のカミングアウトについて歌った曲。
4. Moonlight Legend
シングル「告白」のカップリング曲。1996年「キリンラガービール」CMソング[2]（出演・鶴田真由）。
5. 別れのビギン
1996年苗場プリンスホテルCMソング。
6. 忘れかけたあなたへのメリークリスマス(Album Mix)
独りで過ごすクリスマス・イヴをテーマにした曲。シングル「最後の嘘」のカップリング曲。
7. Midnight Train
8. 最後の嘘(Album Mix)
1996年TBS系ドラマ『ひとり暮らし』（主演・常盤貴子、高橋克典）の主題歌。
2003年、オリータ・アダムスがカバーした（『OVER THE SKY: Yuming International Cover Album』収録）。
9. Called Game
2001年12月17日、ユーミンが長嶋茂雄とラジオ番組で対談した際、対談の中でこの曲が流れた。
10. まちぶせ(Album Version)
1976年に三木聖子に提供、その後1981年に石川ひとみ、1996年には國府田マリ子、2007年には徳永英明がカヴァーした。1996年に荒井由実としてセルフカバーする。1996年日本テレビ系『TVおじゃマンボウ』エンディングテーマ。
アルバムでは曲が終わった後に1分半弱の「最後の嘘」のオケが流れるが、配信ではカットされている。。

## 参加アーティスト
- キーボード & プログラミング：松任谷正隆
- シンセサイザー・プログラミング & オペレーティング：山中雅文
- ドラム：John Robinson (#1, #2, #8)
- ハイハット & シンバル：村石雅行 (#10)
- ウッドベース：Kenny Wild (#7)
- ベース：Leland Sklar (#1, #2, #8, #9) / Neil Stubenhaus (#4, #10)
- エレクトリックギター：Michael Landau (#2, #8) / Michael Thompson (#2, #4) / Dean Parks (#1, #2) / Paul Jackson, Jr. (#3, #4, #6, #7) / 松原正樹 (#10)
- アコースティックギター：吉川忠英 (#5, #9) / Dean Parks (#1)
- トランペット：Jerry Hey, Gary Grant (#3, #7)
- フリューゲルホルン：Jerry Hey, Gary Grant (#3)
- サックス：Dan Higgins(#3, #7) / Jake. H. Concepcion (#4, #8)
- フルート：Dan Higgins (#7)
- トロンボーン：Bill Reichenbach (#3, #7)
- ヴァイオリン：Sid Page, Joel Derouin, Peter Kent, John Wittenberg, Ezra Kliger, Kenneth Yerke, Jackie Brand (#5, #6, #7, #8) / Armen Garabedian,  Rachel Robinson, Mario De Leon (#5) / Michele Richards, Harris Goldman, Eve Sprecher (#6, #7, #8)
- ヴィオラ：Robert Becker, Cynthia Morrow, Karie Prescott, Suzanna Giordano (#5) / Roland Kato, Denyse Buffum (#6, #7, #8)
- チェロ：Larry Corbett, Rudolph Stein (#5) / Dan Smith, Suzie Katayama (#6, #7, #8)
- パーカッション：斉藤ノブ (#5) / Michael Fisher (#1, #2, #4, #6, #7, #8, #9)
- バックボーカル：松任谷由実
- 指揮：David Campbell (#5, #6, #7, #8)
- サウンドエフェクト：鈴木俊 (#1)
- ヴォイス：Warayans (#3)
- ニュースの声：David Mallow (#9)
- ニュース番組：The Matt Forger Show (#9)